# Анджей Фішер
Анджей Луцян Фішер (пол. Andrzej Lucjan Fischer; нар. 15 січня 1952, Сважендз, Польща — пом. 22 листопада 2018, Німеччина) — польський футболіст та тренер, виступав на позиції воротаря. На клубному рівні виступав зокрема за «Лех» (Познань) та «Гурник» (Забже). Гравець збірної Польщі, учасник чемпіонату світу 1974 року та бронзовий призер цього турніру.

## Клубна кар'єра
Футбольну кар'єру розпочав у команді рідного міста «Унія» (Сважендз), звідки у 1968 року перейшов до познанської «Олімпії». Навесні 1972 року дебютував у познанському «Лехі», з яким того сезону вийшов до Першої ліги. Наступним клубом, кольори якого захищав Анджей, став «Гурник» (Забже). У складі цього клубу здобув дві нагороди чемпіонату Польщі: срібну в 1974 році та бронзову в 1977 році. Після вильоту клубу з Забже до Другої ліги Фішер вирішив змінити обстановку й у 1979 році перейшов до ГКС (Зори). У цьому клубі також тренував молодіжну команду.
У 1980-х роках виїхав до Німеччини. Один сезон відіграв у «Бохумі» (Говельн). Завершував кар'єру в «Алені». Клуб на той час грав в Оберлізі Баден-Вюртемберг. У розіграші Кубка ФРН 1986/87 Фішер провів 1 матч першого раунду, в якому «Ален» з рахунком 0:2 вдома поступився дюсельдорфській «Фортуні».

## Кар'єра в збірній
Анджей захищав честь Польщі в юнацькій та молодіжній збірних країни. За головну збірну зіграв двічі: дебютував 13 квітня 1974 року в поєдинку проти Гаїті (гаїтянці перемогли з рахунком 2:1), а через місяць зіграв перший тайм у матчі проти Греції (2:0 на користь поляків). Як третій воротар поїхав на чемпіонат світу 1974 року, але жодного разу на поле під час турніру не виходив, оскольку всі матчі на турнірі без замін відіграв Ян Томашевський.
Отримав робітничу професію автомеханіка. Проживав у місті Гільдесгайм. Помер 22 листопада 2018 року у віці 66 років.

## Статистика виступів

### Клубна
| Клуб              | Сезон             | Ліга              | Ліга  | Ліга | Кубок | Кубок | Європа | Європа | Інші  | Інші | Загалом | Загалом |
| Клуб              | Сезон             | Ліга              | Матчі | Голи | Матчі | Голи  | Матчі  | Голи   | Матчі | Голи | Матчі   | Голи    |
| ----------------- | ----------------- | ----------------- | ----- | ---- | ----- | ----- | ------ | ------ | ----- | ---- | ------- | ------- |
| Лех (Познань)     | 1971/72           | II ліга           | 12    | 0    | —     | —     | —      | —      | —     | —    | 12      | 0       |
| Лех (Познань)     | 1972/73           | I ліга            | 22    | 0    | 1     | 0     | —      | —      | —     | —    | 23      | 0       |
| Лех (Познань)     | Загалом           | Загалом           | 34    | 0    | 1     | 0     | —      | —      | —     | —    | 35      | 0       |
| Гурник (Забже)    | 1973/74           | I ліга            | 18    | 0    | 3     | 0     | —      | —      | 2     | 0    | 23      | 0       |
| Гурник (Забже)    | 1974/75           | I ліга            | 27    | 0    | 3     | 0     | 2      | 0      | —     | —    | 32      | 0       |
| Гурник (Забже)    | 1975/76           | I ліга            | 20    | 0    | 0     | 0     | —      | —      | —     | —    | 20      | 0       |
| Гурник (Забже)    | 1976/77           | I ліга            | 9     | 0    | 1     | 0     | —      | —      | 0     | 0    | 10      | 0       |
| Гурник (Забже)    | 1977/78           | I ліга            | 12    | 0    | 1     | 0     | 1      | 0      | —     | —    | 14      | 0       |
| Гурник (Забже)    | 1978/79           | II ліга           | 0     | 0    | 0     | 0     | —      | —      | —     | —    | 0       | 0       |
| Гурник (Забже)    | Загалом           | Загалом           | 86    | 0    | 8     | 0     | 3      | 0      | 2     | 0    | 99      | 0       |
| Усього за кар'єру | Усього за кар'єру | Усього за кар'єру | 120   | 0    | 9     | 0     | 3      | 0      | 2     | 0    | 134     | 0       |

### У збірній
| №  | Дата       | Місце               | Суперник | Рахунок | Змагання    | Грав   | Примітки |
| -- | ---------- | ------------------- | -------- | ------- | ----------- | ------ | -------- |
| 1. | 13.04.1974 | Порт-о-Пренс, Гаїті | Гаїті    | 1:2     | товариський | 90'    |          |
| 2. | 15.05.1974 | Варшава, Польща     | Греція   | 2:0     | товариський | до 45' |          |

## Досягнення
«Гурник» (Забже)
- Перша ліга Польщі
  -  Срібний призер (1): 1973/74
  -  Бронзовий призер (1): 1976/77

- Кубок Ліги
  -  Володар (1): 1978

збірна Польщі
- Чемпіонат світу
  -  Бронзовий призер (1): 1974